# Limnocharis flava
Limnocharis flava, Vodena trajnica iz porodice žabočunovki, rasprostranjena od Meksika do tropske Amerike. Jedna je od dviju priznatih vrsta u rodu močvarna draga. 
L. flava je rizomski hidrogeofit. Iz Amerike je uvezena u tropsku Aziju gdje je koriste kao hranu, juhe, salate i drugo.

## Sinonimi
- Alisma flavum L.
- Damasonium flavum (L.) Mill.
- Damasonium maximum Burm. ex Steud., publ. nije validna
- Limnocharis emarginata Humb. & Bonpl.
- Limnocharis flava var. indica Buchenau
- Limnocharis plumieri Rich.